# Schizostachyum
Genre
Synonymes
- Cephalostachyum Munro[2]
- Dendrochloa C. E. Parkinson[2]
- Leptocanna L.C.Chia & H.L.Fung[2]
- Schleropelta Buckley[2]
- Stapletonia P.Singh, S.S.Dash & P.Kumari[2]
- Teinostachyum Munro[2]

Schizostachyum est un genre de bambou qui appartient à la famille des Poaceae, sous-famille des Bambusoideae, originaire d'Asie.
Il tire son nom du grec σχίζω (skhizô) qui signifie « fendre, séparer » et στάχυς (stakhus) qui signifie « épi ». Les épillets sont disposés en glomérules espacés.

## Liste des espèces
Selon The Plant List (13 juin 2018) :
- Schizostachyum aciculare Gamble
- Schizostachyum aequiramosum Widjaja
- Schizostachyum alopecurus (Stapf) Holttum
- Schizostachyum andamanicum M.Kumar & Remesh
- Schizostachyum arunachalensis H.B.Naithani
- Schizostachyum atrocingulare Widjaja
- Schizostachyum auriculatum Q.H.Dai & D.Y.Huang
- Schizostachyum bamban Widjaja
- Schizostachyum beddomei (C.E.C.Fisch.) R.B.Majumdar
- Schizostachyum biflorum McClure
- Schizostachyum blumei Nees
- Schizostachyum brachycladum (Kurz) Kurz
- Schizostachyum brachythyrsus (K.Schum.) Holttum
- Schizostachyum castaneum Widjaja
- Schizostachyum caudatum Backer ex K.Heyne
- Schizostachyum chinense Rendle
- Schizostachyum copelandii F.Muell. & Hack.
- Schizostachyum cornutum Widjaja
- Schizostachyum curranii Gamble
- Schizostachyum cuspidatum Widjaja
- Schizostachyum diffusum (Blanco) Merr.
- Schizostachyum distans (C.E.Parkinson) H.B.Naithani & Bennet
- Schizostachyum dullooa (Gamble) R.B.Majumdar
- Schizostachyum dumetorum (Hance) Munro
- Schizostachyum flexuosum Widjaja
- Schizostachyum funghomii McClure
- Schizostachyum glaucifolium (Rupr.) Munro
- Schizostachyum glaucocladum Widjaja
- Schizostachyum gracile (Munro) Holttum
- Schizostachyum grande Ridl.
- Schizostachyum griffithii (Munro) R.B.Majumdar
- Schizostachyum hainanense Merr. ex McClure
- Schizostachyum hantu S.Dransf.
- Schizostachyum insulare Ridl.
- Schizostachyum iraten Steud.
- Schizostachyum jaculans Holttum
- Schizostachyum kalpongianum M.Kumar & Remesh
- Schizostachyum khoonmengii S.Dransf.
- Schizostachyum latifolium Gamble
- Schizostachyum lengguanii K.M.Wong
- Schizostachyum lima (Blanco) Merr.
- Schizostachyum lumampao (Blanco) Merr.
- Schizostachyum lutescens Widjaja
- Schizostachyum mampouw Widjaja
- Schizostachyum perrieri A.Camus
- Schizostachyum pilosum S.Dransf.
- Schizostachyum pingbianense Hsueh & Y.M.Yang ex T.P.Yi
- Schizostachyum pleianthemum S.Dransf.
- Schizostachyum pseudolima McClure
- Schizostachyum rogersii Brandis
- Schizostachyum sanguineum W.P.Zhang
- Schizostachyum silicatum Widjaja
- Schizostachyum terminale Holttum
- Schizostachyum tessellatum A.Camus
- Schizostachyum textorium (Blanco) Merr.
- Schizostachyum undulatum S.Dransf.
- Schizostachyum whitei Holttum
- Schizostachyum zollingeri Steud.